# Маркиз де Торресилья

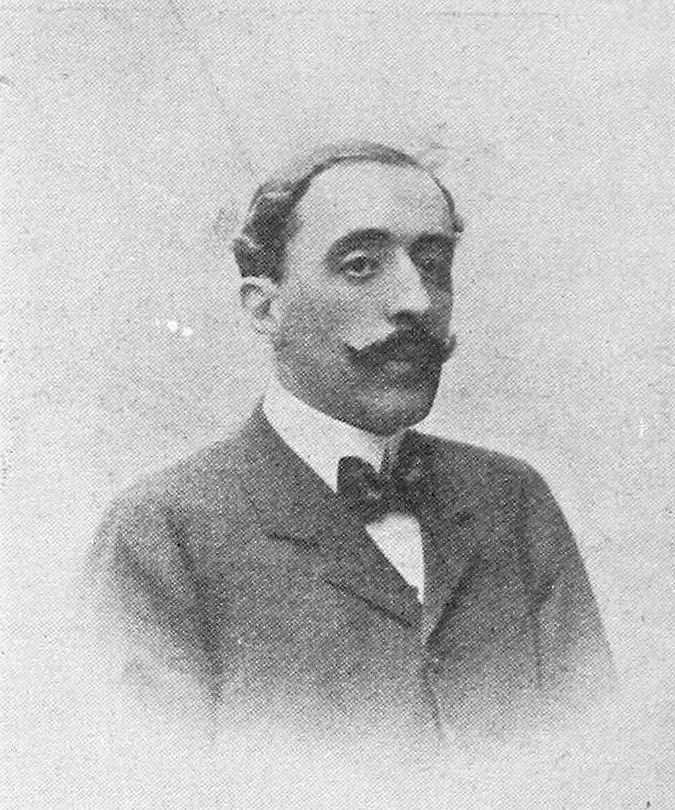
Андрес Авелино де Салаберт и Артеага (1864—1925), 10-й герцог де Сьюдад-Реаль, 8-й маркиз де ла Торресилья

Маркиз де ла Торресилья — испанский дворянский титул. Он был создан 30 июня 1688 года королем Испании Карлом II вместе с титулом виконта де Торресилья для Феликса Вентуры де Агуэрри и Риваса, 2-го маркиза де Вальдеольмаса, сына Хосе де Агуэрри и Чуррука, 1-го маркиза де Вальдеольмаса, и Исабель де Ривас и Сион.
23 марта 1875 года король Испании Альфонсо XII пожаловал титул гранда Испании Нарсисо де Салаберта и Пинедо, 7-му маркизу де ла Торресилья (1830—1885).

## Маркизы де ла Торресилья
|                                             | Титул                                                          | Период                                      |
| Креация создана королем Испании Карлосом II | Креация создана королем Испании Карлосом II                    | Креация создана королем Испании Карлосом II |
| ------------------------------------------- | -------------------------------------------------------------- | ------------------------------------------- |
| I                                           | Феликс Вентура де Агуэрри и Ривас                              | 1688 — ?                                    |
| II                                          | Хосефа Тереса де Агуэрри и Ривас                               | ? — 1762                                    |
| III                                         | Феликс де Салаберт и Агуэрри                                   | 1762-1762                                   |
| IV                                          | Феликс де Салаберт и Родригес де лос Риос                      | 1762-1790                                   |
| V                                           | Феликс Мария де Салаберт и О’Брайен                            | 1790-1807                                   |
| VI                                          | Мануэль де Салаберт и Торрес                                   | 1807-1834                                   |
| VII                                         | Нарсисо де Салаберт и Пинедо                                   | 1834-1885                                   |
| VIII                                        | Андрес Авелино де Салаберт и Артеага                           | 1885-1925                                   |
| IX                                          | Касильда Ремигия де Салаберт и Артеага                         | 1925-1936                                   |
| X                                           | Луис Хесус Фернандес де Кордова и Салаберт                     | 1936-1956                                   |
| XI                                          | Виктория Евгения Фернандес де Кордова и Фернандес де Энестроса | 1959-2013                                   |
| XII                                         | Виктория Елизавета фон Гогенлоэ-Лангенбург                     | 2018 — настоящее время                      |

## История маркизов де ла Торресилья
- Феликс Вентура де Агуэрри и Ривас (?-?), 1-й маркиз де ла Торресилья, 2-й маркиз де Вальдеольмос. Сын Хосе де Агуэрри и Чуррука, 1-го маркиза де Вальдеольмоса, и Хосефы Моники де Ривас и Сион. Ему наследовала его сестра:

- Хосефа Тереса де Агуэрри и Ривас (?-1762), 2-я маркиза де ла Торресилья, 3-я маркиза де Вальдеольмос.

1. Супруг — Мануэль Феликс де Салаберт и Сора, сын Хуана Томаса Игнасио де Салаберта и Руиса де Кастилья и Уррьеса и Антонии Луизы де Сора и Эстебан. Ей наследовал их сын:

- Феликс де Салаберт и Агуэрри (1689—1762), 3-й маркиз де ла Торресилья, 4-й маркиз де Вальдеольмос.

1. Супруга — Мария Эухения Родригес де лос Риос и Буэно (1716—1790), дочь Франсиско Эстебана Родригеса де лос Риоса, 1-го маркиза де Сантьяго, и Марии Буэно и Мансилья. Ему наследовал их сын:

- Феликс де Салаберт и Мартинес де лос Риос (?-1790), 4-й маркиз де ла Торресилья и 5-й маркиз де Вальдеольмос

1. Супруга с 1739 года Исабель О’Брайен и О’Коннор-Фали (†1776), 2-я графиня де Офалия. Ему наследовал их сын:

- Феликс Мария де Салаберт и О’Брайен (1775—1807),5-й маркиз де ла Торресилья и 6-й маркиз де Вальдеольмос, 3-й граф де Офалия.

1. Супруга — Роса де Торрес Фелоага Ронсе де Леон и Варгас (1756—1793), из рода маркизов де Наваэрмоса. Ему наследовал его сын:

- Мануэль де Салаберт и Торрес (1800—1834), 6-й маркиз де ла Торресилья, 7-й маркиз де Вальдеольмос, 7-й маркиз де Наваэрмоса, 5-й граф де Офалия.

1. Супруга — Мария Касильда де Пинедо и Huici (1799—1841). Ему наследовал его сын:

- Нарсисо де Салаберт и Пинедо (1830—1885), 7-й маркиз де ла Торресилья, 8-й маркиз де Вальдеольмос, 8-й маркиз де Наваэрмоса, 7-й маркиз де Ла-Торре-де-Эстебан-Амбран, 10-й граф де Арамайона, 6-й граф де Офалия.

1. Супруга — Мария Хосефа де Артеага и Сильва, дочь Андреса Авелино де Артеага и Ласкано Палафокса, 7-го маркиза де Вальмедиано. Ему наследовал их сын:

- Андрес Авелино де Салаберт и Артеага (1864—1925),8-й маркиз де ла Торресилья, 10-й Герцог Сьюдад-Реаль, 9-й маркиз де Наваэрмоса, 11-й граф Арамайона, 7-й виконт де Линарес. Бездетен, ему наследовала его старшая сестра:

- Касильда Ремигия де Салаберт и Артеага (1858—1936), 9-я маркиза де ла Торресилья, 11-я герцогиня де Сьюдад-Реаль, 9-я маркиза де Наваэрмоса, 11-я графиня де Арамайона, 7-я графиня де Офалия, 8-я виконтесса де Линарес.

1. Супруг — Луис Мария Фернандес де Кодова и Перес де Баррадас (1851—1879), 16-й Герцог Мединасели, 15-й герцог Ферия, 14-й Герцог Алькала-де-лос-Гасулес, 16-й герцог де Сегорбе, 17-й герцог Кардона, 12-й герцог Каминья, 6-й герцог Сантистебан-дель-Пуэрто.
2. Супруг — Мариано Фернандес де Энестроса и Ортис де Мионьо (1858—1919), 1-й герцог Санто-Мауро, 4-й граф де Эстрадас. Ей наследовал сын от первого брака:

- Луис Хесус Фернандес де Кордова и Салаберт (1880—1956), 10-й маркиз де ла Торресилья, 12-й герцог де Сьюдад-Реаль, 17-й герцог де Мединасели, 16-й герцог де Ферия, 15-й герцог де Алькала-де-лос-Гасулес, 17-й герцог де Сегорбе, 18-й герцог де Кардона, 13-й герцог Каминья, 15-й герцог Лерма, 7-й герцог де Сантистебан-дель-Пуэрто, 3-й герцог Дения, 3-й герцог Тарифа, 10-й маркиз де Наваэрмоса и т. д.

1. Супруга — Анна Мария Фернандес де Энестроса и Гайосо де лос Кобос (1879—1938).
2. Супруга — Мария де ла Консепсьон Рей и Пабло-Бланко (?-1971).[1] Ему наследовал его старшая дочь от первого брака:

- Мария Виктория Фернандес де Кордова и Фернандес де Энестроса (1917—2013), 11-я маркиза де ла Торресилья, 18-я герцогиня де Мединасели и т. д.

1. Супруг — Рафаэль де Медина и де Вильялонга (1905—1992).

- Виктория Елизавета фон Гогенлоэ-Лангенбург (род. 1997), 12-я маркиза де ла Торресилья, 20-я герцогиня де Мединасели и т. д. Единственная дочь немецко-испанского дворянина, принца Марко Гогенлоэ-Лангенбурга (1962—2016), и Сандры Шмидт-Полекс (род. 1968), внучка принца Макса фон Гогенлоэ-Лангенбурга (1931—1994), и Анны Луизы де Медина и Фернандес де Кордовы, 13-й маркизы де Наваэрмоса и 9-й графини де Офалия (1940—2012), единственной дочери Виктории Евгении Фернандес де Кордовы, 18-й герцогини де Мединасели (1917—2013).